# ヴァルダーニョ
ヴァルダーニョ（伊: Valdagno）は、イタリア共和国ヴェネト州ヴィチェンツァ県にある、人口約26,000人の基礎自治体（コムーネ）。

## 地理

### 位置・広がり

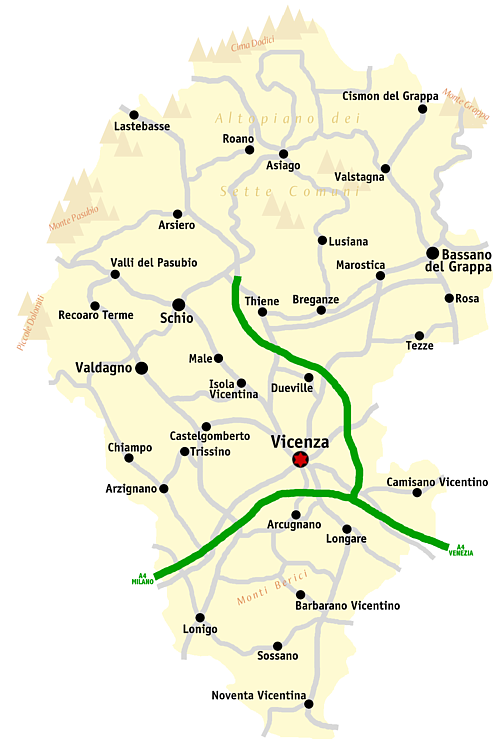
ヴィチェンツァ県概略図

#### 隣接コムーネ
隣接するコムーネは以下の通り。
- アルティッシモ
- ブロリアーノ
- コルネード・ヴィチェンティーノ
- クレスパドーロ
- モンテ・ディ・マーロ
- レコアーロ・テルメ
- スキーオ
- トッレベルヴィチーノ

### 気候分類・地震分類
気候分類では、zona E, 2617 GGに分類される。
また、イタリアの地震リスク階級 (it) では、zona 2 (sismicità media) に分類される。

## 行政

### 分離集落
ヴァルダーニョには、以下の分離集落（フラツィオーネ）がある。
- Campotamaso, Castello, Castelvecchio, Cerealto, Maglio di Sopra, Massignani, Novale, Piana, San Quirico, Ponte dei Nori

## 姉妹都市
- プリーン・アム・キームゼー（ドイツ語版）、ドイツ 1987年